# Carmona retusa
Espèce
Classification phylogénétique
Carmona retusa est un arbuste subtropical de la famille des Boraginaceae, connu également sous son ancienne nomination Carmona microphylla ou tout simplement sous son nom de genre Carmona.
Synonymes :
- Carmona microphylla (Lam.) G.Don
- Cordia retusa Vahl
- Ehretia microphylla Lam.

## Description
Le Carmona retusa est un petit arbre tropical buissonnant à feuillage persistant. Ses fleurs sont blanches et il produit des fruits globuleux verts, puis orange. Dans la nature, il peut atteindre deux mètres à l’âge adulte.
Originaire du sud de la Chine, il est très utilisé pour les bonsaï chinois.
Dans certains pays (Philippines notamment), ses feuilles sont utilisées pour soigner les dysenteries.
Le Carmona a été introduit en 1991 à Hawaï ou il se développe tellement qu’il est maintenant surveillé pour éviter l’invasion en milieu naturel.

## Habitat et aire de répartition
Originaire du sud de la Chine, ses feuilles sont utilisées pour ses vertus curatives, notamment pour soigner les dysenteries.
On le retrouve principalement dans les régions du pacifique sud, surtout en Chine, Philippines et Hawaï.

## Problèmes phytosanitaires
Le Carmona retusa est sensible aux araignées rouges, aux pucerons, à la chlorose, aux cochenilles et aux limaces. L'espèce est également sensible aux insecticides, les traitements naturels sont à préférer.
La chute des feuilles peut traduire un manque d'eau, tandis que leur jaunissement peut signaler un arrosage trop fréquent.
Le Carmona est sensible à la pourriture des racines (surtout lorsqu'il est dans un substrat non adapté) et peut être affecté par le Mildiou